# 哈利·波特与密室
《哈利·波特与密室》（英語：Harry Potter and the Chamber of Secrets）是英国作家J.K.罗琳的系列魔幻文学作品“哈利·波特”的第二集。英文原版1998年在英国出版。简体中文版2000年9月出版，正體中文版2000年12月22日出版。

## 情節概述
暑假的某一天卢修斯·马尔福的家庭精靈多比出現在哈利·波特的臥房裡，警告他如果回到了霍格沃茨，就會有生命危險。多比急著想阻止哈利回到學校，不過哈利沒有理會警告，所以多比使用了魔法，將布丁砸在一位重要客戶的頭上，德思禮一家誤以為是哈利闖的禍，把哈利鎖在房間，而且多比甚至攔截了罗恩和赫敏寫給哈利的所有信件，但是儘管有這個精靈來攪局，榮恩和他的幾個哥哥還是把意志堅定的哈利，從德思禮家人的魔掌中救了出來，開著一輛會飛的車子，接到衛斯理家中。
哈利等人去購買課本時，遇上知名作家吉德羅·洛哈的簽名會，洛哈發現哈利後與他合照留念，還送著作一套，並當場宣布將會到霍格華茲擔任黑魔法防禦術教師。他們遇上了馬份父子，卢修斯還趁大家不注意時，把湯姆·瑞斗的日記塞進金妮的大釜中。沒想到開學當天，哈利和榮恩竟然進不了月台，無法搭上特快車的哈利與榮恩，只好偷開榮恩爸爸的飛天魔法車趕往學園，結果卻撞壞了珍貴的渾拼柳，榮恩的魔杖被折斷了，因為渾拼柳斷了讓石內卜大發雷霆，差點將他們趕出校園。
上學期哈利擊退佛地魔的事蹟，讓他成了全校師生矚目的焦點，有三個人特別關注哈利：除了洛哈教授之外，還有一直仰慕哈利且喜歡攝影的柯林·克利維以及榮恩的妹妹金妮·衛斯理。
但是學校卻突然發生怪事！先是管理員飛七的貓，不知道為什麼竟然被『石化』了。案件不斷，鬼魂被石化，接著妙麗在圖書館查詢怪物的資訊時，也不幸被石化，卻撕下書本一角重要訊息—蛇妖……學校相傳，學校創辦人之一薩拉查·史萊哲林因為堅持只收純種巫師而與其餘三位創辦人意見不和而離開學校，但在他離開學校前，在學校裡面建造了一間密室，只有他或「史萊哲林的傳人」才知道如何進入，這間密室是為了清除學校中血統不純的學生而建造的，傳言密室內居住了可怕的怪物。由於哈利會說爬說語，讓大家一度認為哈利波特是兇手。
某天哈利無意中在女廁撿到瑞斗的日記，看到50年前，瑞斗指控飼養巨型蜘蛛阿辣哥的海格，正是打開密室使當時一位學生死亡的人，海格因而被開除。聽到這件事的夫子把海格關進阿茲卡班以防萬一。同時，卢修斯·马尔福威脅學校理事會要求鄧不利多停職，其原因是鄧不利多無法阻止攻擊事件。在鄧不利多離開前，留下的一句話：「當這裡不再有任何人忠於我的時候，我才會真正離開這個學校。你會發現
只要發出求救信號，必然會有人對霍格華茲伸出援手。」而這句話似乎是對哈利和榮恩說的。
在學校裡面的一面牆出現了「她的屍骨將會永遠留在密室裡！」，原來金妮被抓進了密室。危急的時刻到了！在海格的提示下，哈利和榮恩從海格在50年在城堡養大的蜘蛛阿辣哥口中得知海格在50年前並沒有打開密室，而密室中存在著牠們最害怕的怪物。而那時死亡的是在女廁的麥朵！哈利和榮恩找到密室的入口，正是女廁的洗手盤位置，並且成功進入了密室。
他發現，打開密室造成襲擊的人是金妮，但她是因日記本中的魔法而被控制的。佛地魔的真名是是湯姆·瑞斗，他把靈魂中的一部分保存到日記本裡作為魂器。魂器中的靈魂碎片操控了金妮。
當初瑞斗成功打開密室，嫁禍並告發了海格以後，認為變形術老師鄧不利多一直懷疑他才是真正打開密室的人，於是放棄繼續打開密室，並把這段記憶保存在日記中。湯姆·瑞斗保存在日記中的靈魂因偷了金妮的生命力而強大，他放出了蛇妖對抗哈利，千鈞一髮之際，鄧不利多的鳳凰為哈利送來分類帽，分類帽召喚出高錐客·葛來分多寶劍，哈利用劍殺死了蛇怪。瑞斗因為蛇的毒牙刺進日記本而消失，金妮恢復了生命。這本日記是卢修斯在開學前偷偷藏在金妮的大釜中的，但哈利沒證據，不能指控卢修斯·馬份。
哈利把他自己的襪子夾在殘破的日記中交給卢修斯·馬份，卢修斯非常生氣，順手把襪子丟給了他的家庭小精靈多比。按照慣例，只要主人把衣物送給家庭小精靈代表給他們自由，所以多比因此獲得自由之身。後來又發現洛哈的書，只是盜取別人的冒險故事寫成的。當洛哈想要讓兩人記憶消失時，卻因為使用了榮恩故障的魔杖而咒語反彈，導致自己失憶，後來一直待在聖蒙果醫院，無法擔任教授。學期結束時，由於哈利與榮恩的貢獻加分，使葛來分多再一次奪得學院盃冠軍。

## 特别的看点
- 很多哈利波特的粉絲发现，鄧不利多曾经说过伏地魔是薩拉札·史萊哲林的前辈，而不是子孙或者继承人。作者J.K.罗琳表示，这是一个“故意的错误”（deliberate mistake），他能够支持时光旅行的啟發。这个错误将会在未来的内容中被修复。
- 这一本小说中含蓄的表达了金妮对哈利的好感。在第六集中，他们的确交往了。

## 發行版本
簡體中文版
ISBN 7-02-003344-X
ISBN 9787-0200-7291-0
陆版盲文版《哈利·波特与密室》
1. ISBN 978-7-5224-2028-8
2. ISBN 978-7-5224-2029-5

正體中文版
ISBN 957-33-1758-3
英文版
Bloomsbury（英國、澳大利亞、加拿大等地）
ISBN 0-7475-3849-2